# 乌骡马泡
乌骡马泡是一个位于中国吉林省镇赉县的湖泊，面积约为4平方千米，平均水深约为2.5米。